# Henri-Marie-Gaston Boisnormand de Bonnechose

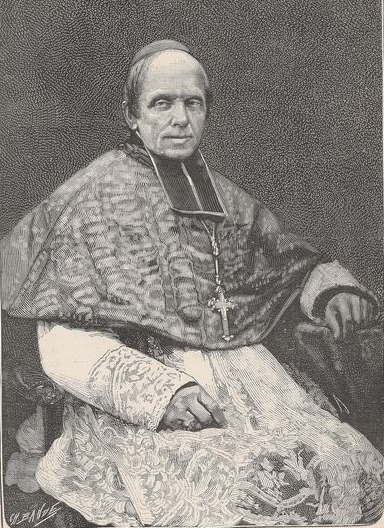
Henri Kardinal de Bonnechose als Erzbischof von Rouen (ca. 1870)

Kardinalswappen

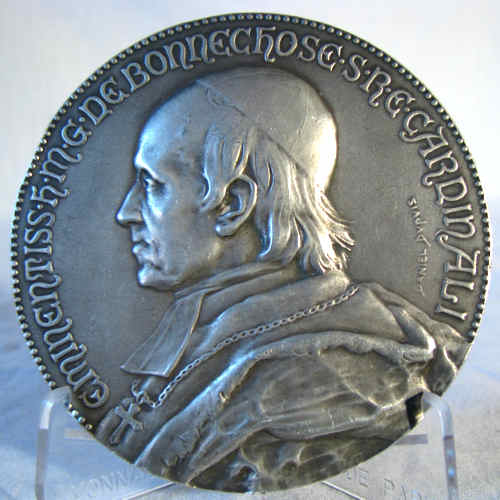
Henri Kardinal de Bonnechose (Medaille von 1883)

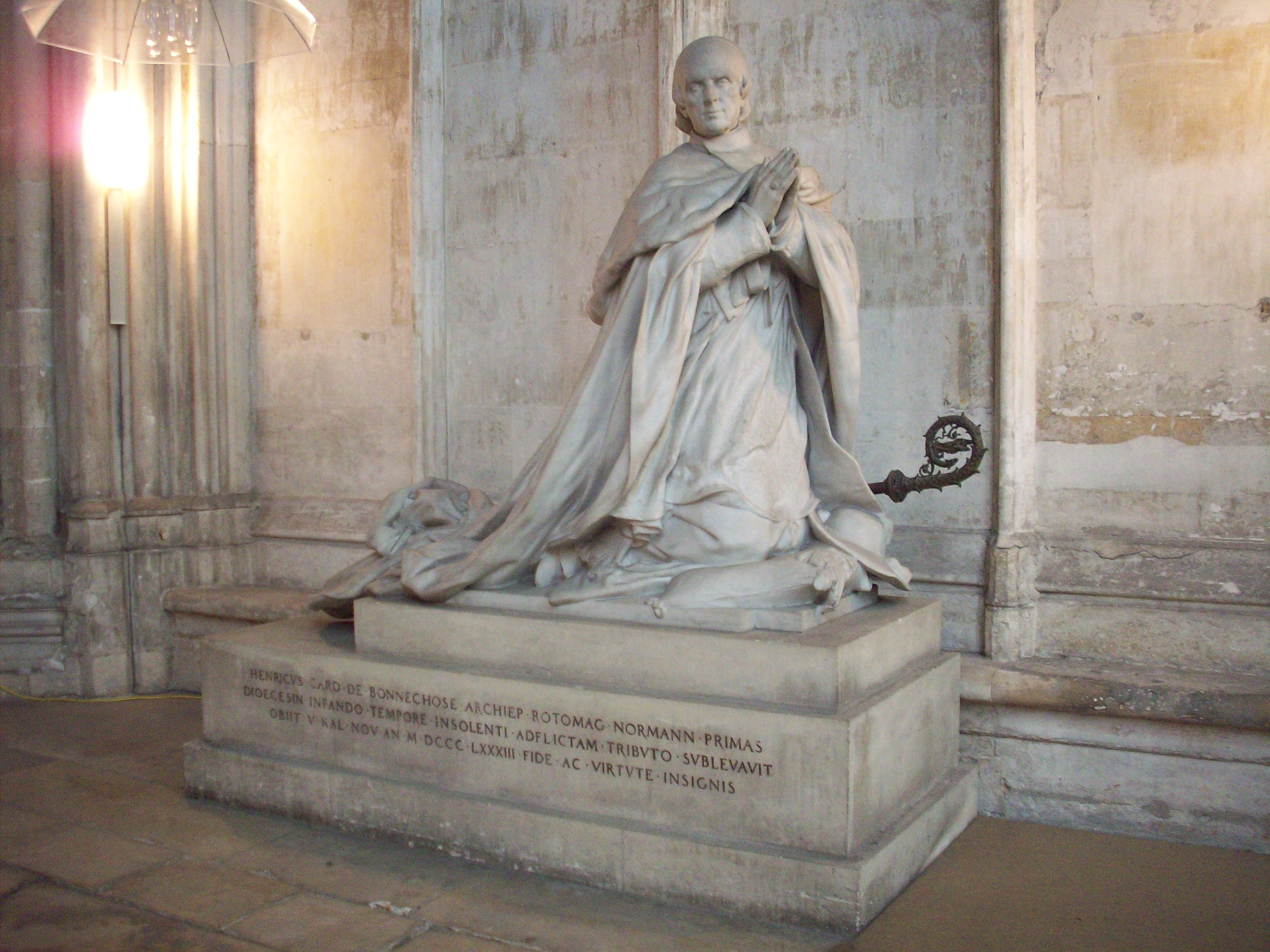
Grabmal von Henri de Bonnechose

Henri-Marie-Gaston Boisnormand de Bonnechose (* 30. Mai 1800 in Paris; † 28. Oktober 1883 in Rouen) war ein französischer Geistlicher, Erzbischof von Rouen und Kardinal der Römischen Kirche.

## Leben

### Herkunft und frühe Jahre
Sein Vater war Franzose, seine Mutter Niederländerin. Zunächst genoss er eine protestantische Erziehung, als 18-Jähriger konvertierte er jedoch zum Katholizismus und wurde am 13. September 1819 sub conditione erneut getauft.
Seine Studienjahre führten ihn von Nimwegen zum Collège de Rouen, später studierte er Rechtswissenschaft in Paris und schließlich in Straßburg. 1822 erhielt er die Zulassung beim königlichen Gericht in Paris. Er war Staatsanwalt in Neufchâtel-en-Bray und stellvertretender Oberstaatsanwalt in Bourges, Oberstaatsanwalt in Riom, 1830 Generalstaatsanwalt für den Distrikt Besançon. Auf den Rat des Erzbischofs von Besançon, Louis-François-Auguste de Rohan-Chabot gab er die juristische Laufbahn auf und ging in das Priesterseminar in Straßburg.

### Kirchliche Laufbahn
Er empfing am 21. Dezember 1833 in Straßburg die Priesterweihe und wurde Professor am Straßburger Priesterseminar. Am Priesterseminar in Besançon war er später Professor für Predigtlehre.
Am 17. Januar 1848 wurde er zum Bischof von Carcassonne ernannt. Die Bischofsweihe spendete ihm am 30. Januar 1848 in der Kirche San Luigi dei Francesi in Rom Kardinal Antonio Francesco Orioli, Mitkonsekratoren waren Girolamo d’Andrea, Sekretär der Konzilskongregation, und Erzbischof Domenico Lucciardi. Er wechselte am 23. März 1855 zum Bischofssitz in Évreux. Erzbischof von Rouen wurde er am 18. März 1858. Kaiser Napoleon III. suchte bei Bischofsernennungen oft seinen Rat.
Papst Pius IX. kreierte ihn im Konsistorium vom 11. Dezember 1863 zum Kardinal, am 22. September 1864 wurde ihm als Kardinalpriester die Titelkirche San Clemente zugewiesen.
Er nahm am Ersten Vatikanischen Konzil teil. Ferner nahm er am Konklave 1878 teil, aus dem Leo XIII. als Papst hervorging.
Nach seinem Tod am 28. Oktober 1883 wurde er in der Kathedrale von Rouen aufgebahrt und dort in der St.-Peter-und-Paul-Kapelle beigesetzt. Sein Grabmal zeigt ihn kniend im Gebet.